# Value at risk
Value at risk (lub wartość zagrożona ryzykiem) – miara ryzyka wyrażająca graniczny poziom straty znaleziony dla ustalonego {\displaystyle \alpha ,} będącego prawdopodobieństwem jej osiągnięcia. Równoważną interpretacją tego pojęcia jest kwota gotówki jaką należy dodać do pozycji, aby prawdopodobieństwo jakiejkolwiek straty (wartości ujemnej) było mniejsze lub równe poziomowi {\displaystyle \alpha .}

## Definicja
Niech {\displaystyle X} oznacza wartość pewnego portfela aktywów, natomiast {\displaystyle \alpha } pewien graniczny poziom prawdopodobieństwa. Wartość zagrożona ryzykiem zdefiniowana jest jako:
{\displaystyle \mathrm {VaR} _{\alpha }(X)=-\sup \left\{x\in \mathbb {R} \colon {\text{P}}(X\leqslant x)\leqslant \alpha \right\}=\inf \left\{x\in \mathbb {R} \colon {\text{P}}(X+x<0)\leqslant \alpha \right\}=-q_{\alpha }^{+}(X),}
gdzie {\displaystyle q_{\alpha }^{+}(X)} jest górnym kwantylem rzędu {\displaystyle \alpha } zmiennej {\displaystyle X.}

## Własności
- jeśli {\displaystyle X\geqslant 0,} to {\displaystyle \mathrm {VaR} _{\alpha }(X)\leqslant 0,}
- niezmienniczość ze względu na przesunięcia – dla dowolnego {\displaystyle c\in \mathbb {R} } zachodzi:

{\displaystyle \mathrm {VaR} _{\alpha }(X+c)=\mathrm {VaR} _{\alpha }(X)-c,} gdzie
- dodatnia jednorodność: {\displaystyle \mathrm {VaR} _{\alpha }(\lambda X)=\lambda \mathrm {VaR} _{\alpha }(X)} dla {\displaystyle \lambda \geqslant 0,}
- monotoniczność: {\displaystyle X\geqslant Y,} to {\displaystyle \mathrm {VaR} _{\alpha }(X)\leqslant \mathrm {VaR} _{\alpha }(Y).}

Dla rozkładów eliptycznych (w tym rozkładu rozkładu normalnego) zachodzi ponadto własność podaddytywności:
- {\displaystyle \mathrm {VaR} _{\alpha }(X+Y)\leqslant \mathrm {VaR} _{\alpha }(X)+\mathrm {VaR} _{\alpha }(Y).}

## Sposoby wyznaczania
- analiza wartości historycznych – metoda ta polega na konstruowaniu rozkładu empirycznego na podstawie danych historycznych
- metody Monte Carlo – polegają na przeprowadzeniu doświadczenia losowego przy przyjętych założeniach o rozkładzie wartości portfela i na tej podstawie wyznaczeniu wartości zagrożonej
- metody analityczne – polegają na przyjęciu założeń dotyczących modelowania wartości portfela, a następnie bezpośrednim wyznaczeniu ich wartości

## Krytyka
Krytyka wartości zagrożonej jest w dużej mierze spowodowana stosowaniem rozkładu Gaussowskiego dla analizowanych zdarzeń. Przybliżenie uzyskiwane poprzez przyjęcie założenia o normalności rozkładu niesie za sobą poważne konsekwencje w postaci niedostatecznie grubych ogonów co w sposób istotny wpływa na współczynnik {\displaystyle \mathrm {VaR} _{\alpha }(X).}
Kolejną wadą towarzyszącą stosowaniu wartości zagrożonej do konstruowania wymogów związanych z ryzykiem finansowym jest brak informacji o kształcie rozkładu strat dla wartości bezwzględnie większych od poziomu {\displaystyle \mathrm {VaR} _{\alpha }(X).}
Powstała wersja zmodyfikowanego wskaźnika (ang. modified var), w której wykorzystano uogólnienie Cornish–Fishera, pozwalające na analizę rozkładów niegaussowskich.